# Donegal Castle
Donegal Castle (irisch Caisleán Dhún na nGall) ist eine Burg (Tower House) im Zentrum der Stadt Donegal in der gleichnamigen Grafschaft in Irland. Den größten Teil der letzten beiden Jahrhunderte lag die Burg in Trümmern, Anfang der 1990er-Jahre wurde sie teilweise wiederaufgebaut.
Die Burg besteht aus einem Donjon aus dem 15. Jahrhundert mit rechteckigem Grundriss und einem später angebauten Gebäudetrakt im jakobinischen Stil. Der Komplex liegt in einer Schleife des River Eske nahe dessen Mündung in die Donegal Bay. Er ist von einer Grenzmauer aus dem 17. Jahrhundert umgeben. Am Eingang steht ein kleines Torhaus im Stil des Donjons. Der größte Teil des Mauerwerks besteht aus Kalkstein aus der Gegend, teilweise aus Sandstein. Die Burg war die Festung des Clans O’Donnell, den Herren des Königreiches Tir Conaill und vom 5. bis zum 16. Jahrhundert einer der mächtigsten gälischen Familien in Irland.

## Geschichte

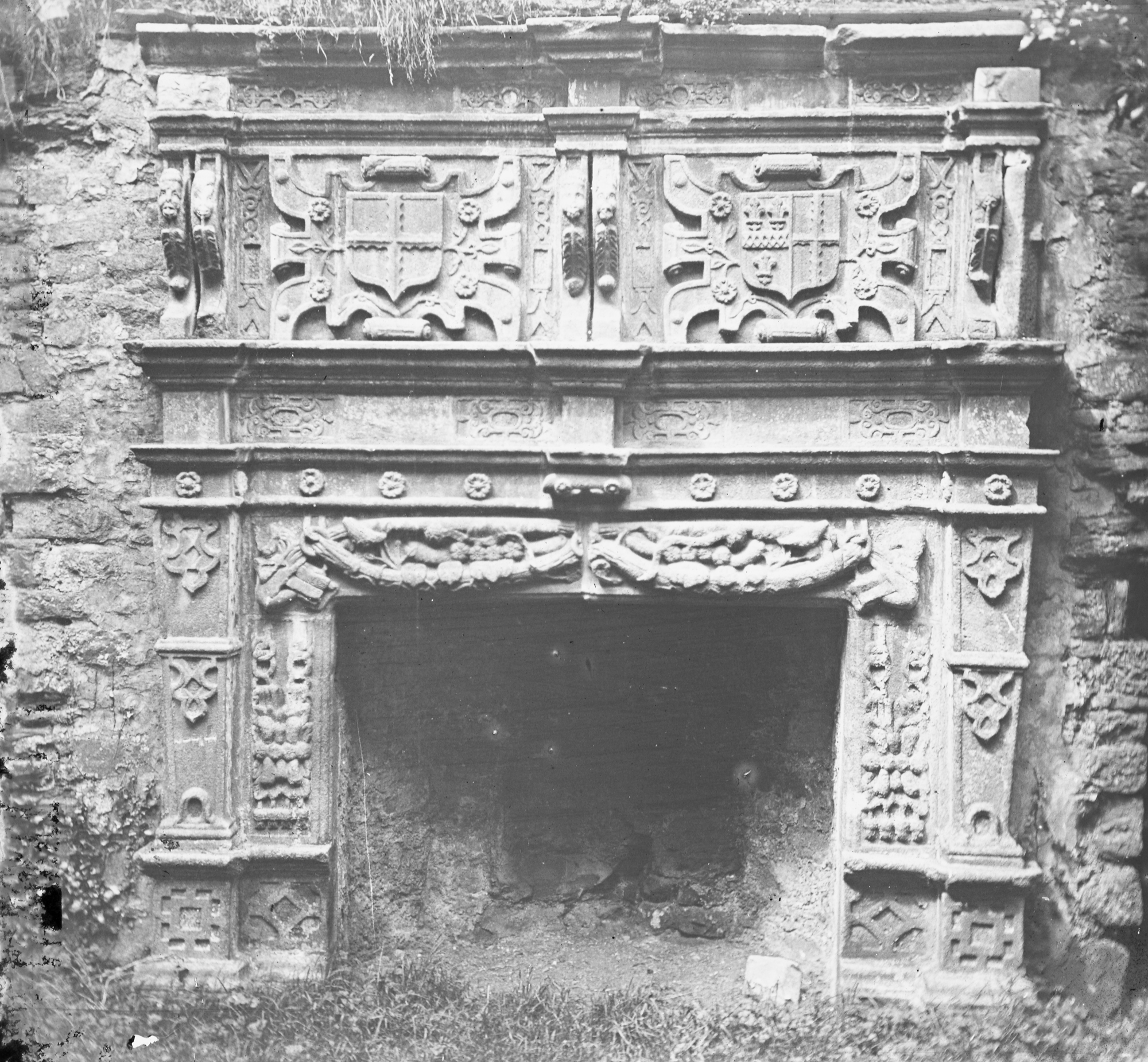
Donegal Castle, Kamineinfassung, um 1611, mit dem Allianzwappen Brooke of Leighton und Leycester of Toft sowie dem Wappen Brooke of Leighton (Fotoaufnahme von 1895; seitenverkehrt)

Donegal (irisch Dún na nGall), lässt sich als Burg des Fremden übersetzen, was möglicherweise auf eine Festung der Wikinger in der Gegend hinweist, die 1159 zerstört wurde. Aufgrund der jahrhundertelangen landwirtschaftlichen Nutzung möglicher Burgstellen kann die frühe Festung nicht nachgewiesen werden. Der mächtige Clanchief  Red Hugh O’Donnell ließ die heutige Burg 1474 errichten. Gleichzeitig ließen er und seine Gattin Finola O’Donnell weiter unten am Fluss das Kloster Donegal bauen. Eine lokale Legende berichtet von einem Tunnel, der beide Gebäude verbinden soll. Spuren davon lassen sich allerdings nicht feststellen. Die Burg galt als eine der schönsten gälischen Burgen in Irland, was in einem Bericht über den Besuch des englischen Vizekönigs, des Lord Deputy of Ireland, Sir Henry Sidney, 1566 nachlesen kann. In einem Brief an William Cecil (1571 zum 1. Baron Burghley erhoben), den Lord High Treasurer, beschrieb er sie als die «größte und stärkste Festung in ganz Irland» und fügte hinzu:

„(...) es ist das Größte, das ich jemals in den Händen eines Iren sah: und sie scheint in gutem Zustand zu sein; eine der schönsten auf gutem Boden und so nah an schiffbarem Wasser, dass ein Schiff von 10 Tonnen sich ihr auf 10 Yards nähern könnte.“

1607, nach dem neunjährigen Krieg, verließen die Führer des Clans O’Donnell Irland im Rahmen der sogenannten Flucht der Grafen. 1611, während der Plantation of Ulster, erhielt der englische Hauptmann Basil Brook die Burg und umgebende Ländereien von der Krone. Das Tower House wurde von den abziehenden O’Donnells massiv beschädigt, damit die Burg nicht gegen gälische Clans eingesetzt werden konnte. Der neue Eigentümer reparierte die Schäden umgehend. Brooke ließ am Haupthaus Fenster und einen neuen Giebel einfügen, des Weiteren wurde ein Herrenhaus in jakobinischem Stil angebaut.
Die Familie Brooke besaß die Burg bis in die 1670er-Jahre, danach zogen sie in die Nähe von Lisnaskea im County Fermanagh. In den 1670er-Jahren, verkauften die Brookes die Burg an die Gore-Dynastie, die später Earls of Arran, Angehörige des irischen Hochadels wurden. 1898 überließ der damalige Besitzer, Arthur Gore, 5. Earl of Arran, die Burg dem Office of Public Works.

## Restaurierung

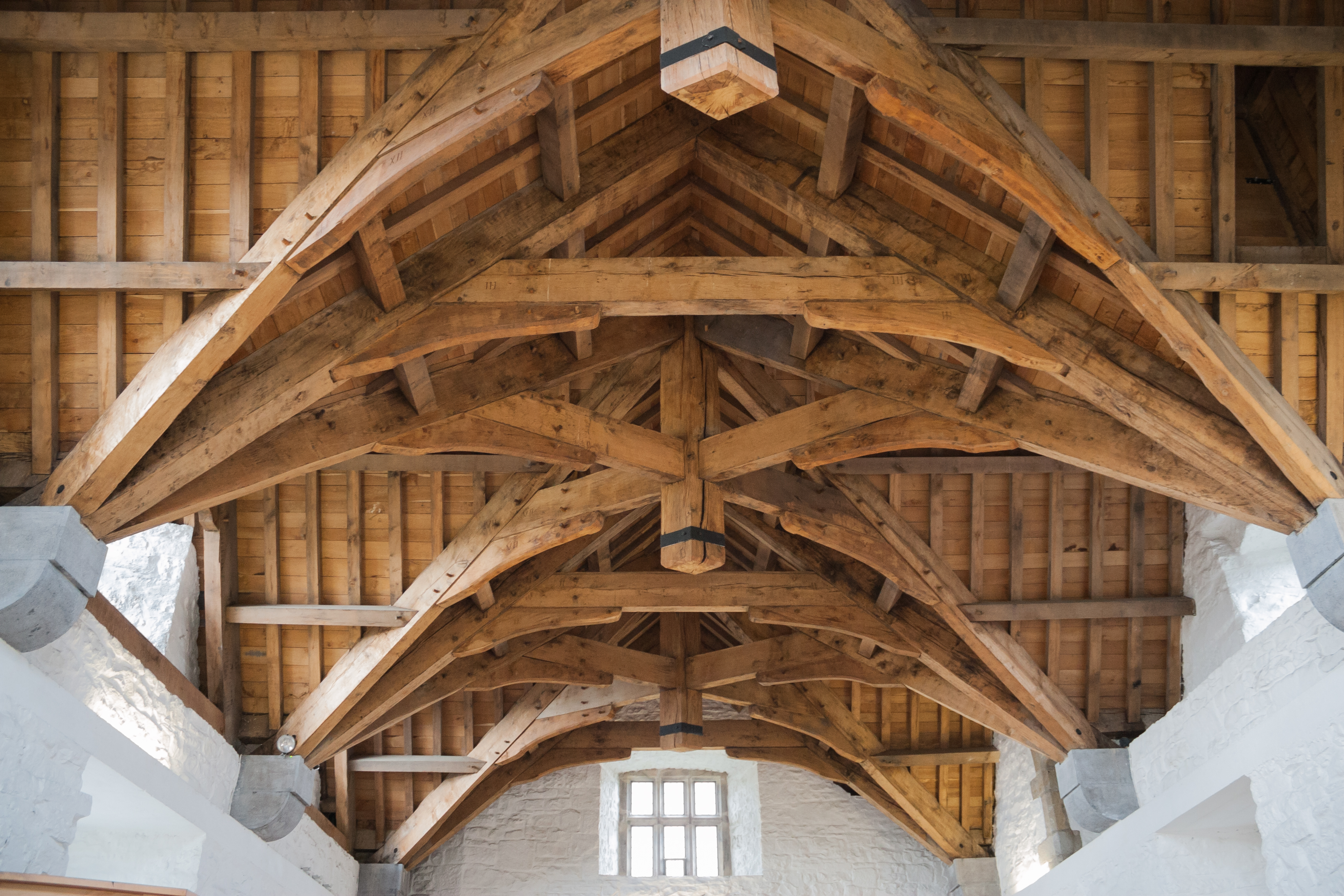
Donegal Castle, Donjon, rekonstruierter Dachstuhl (2014)

Die Anlage wurde Anfang der 1990er-Jahre im Auftrag des Office of Public Works teilweise wiederaufgebaut. Der Donjon bekam neue, stilgerechte Geschossdecken und ein neues Dach, gebaut mit den Techniken des 15. bis 17. Jahrhunderts. Das Herrenhaus erhielt nur teilweise ein neues Dach, während das Mauerwerk desselben vollständig restauriert wurde. Einige der bei der Rekonstruktion verwendeten Eichenbalken stammen vom Colebrooke Estate außerhalb von Brookeborough im County Fermanagh. Teile der Außenmauern des Donjons wurden mit Harl verputzt.
Donegal Castle ist heute als Museum zugänglich. Es finden dort häufig Veranstaltungen statt, bspw. gälische Kulturabende oder Veranstaltungen der Ulster-Schotten.